# Sign of the Times
«Sign of the Times» es una canción del cantautor británico Harry Styles lanzada como el primer sencillo de su primer álbum de estudio homónimo. Fue publicado el 7 de abril de 2017 por Erskine y Columbia Records. «Sign of the Times» fue escrito por Styles, Ryan Nasci, Mitch Rowland y sus productores Jeff Bhasker, Tyler Johnson y Alex Salibian. Musicalmente, la canción fue definida como una balada de múltiples géneros, incluyendo pop rock, soft rock y glam rock. Su vídeo musical fue lanzado el 8 de mayo de 2017.

## Composición
La canción es de géneros pop rock, indie rock, soft rock y balada de piano. De acuerdo con un escritor de Billboard, «se pliega en el soul psicodélico, indie rock y spacey pop». La balada muestra influencias del rock británico a principios de los años setenta. El sonido de piano al inicio de la canción se asemeja bastante al de la canción All By Myself Del cantante Eric Carmen.

## Video musical
Dirigido por Yoann Lemoine, el video musical de la canción fue lanzado el 8 de mayo de 2017. Presenta a Styles (como solista) cantando en un prado, volando en el cielo y caminando sobre el agua. Un escritor de USA Today describió con humor a Styles como "audicionando para ser el próximo superhéroe de Marvel Comics o en una nueva epopeya bíblica". Fue filmado en la Isla de Skye en Escocia. El piloto de acrobacias del video, Will Banks, declaró que Styles voló a más de 470 metros de altura durante el rodaje. Banks también afirmó que no se emplearon efectos de pantalla verde o CGI durante la filmación.
El video musical ganó el premio al video de artista británico del año en los Brit Awards de 2018 y al Mejor video musical en los iHeartRadio Music Awards de 2018. Fue nominado a dos premios en los MTV Video Music Awards 2017: Mejor video pop y Mejores efectos visuales. Hasta agosto de 2020, ha recibido más de 640 millones de visitas en YouTube.

## Posiciones en listas
| Lista (2017)                                                      | Posición más alta |
| ----------------------------------------------------------------- | ----------------- |
| Argentina (Monitor Latino)                                        | 1                 |
| Australia (ARIA)                                                  | 1                 |
| Austria (Ö3 Austria Top 40)                                       | 6                 |
| Bélgica (Flandes) (Ultratop 50)                                   | 20                |
| Bélgica (Valonia) (Ultratop 50)                                   | 37                |
| Canadá (Canadian Hot 100)                                         | 6                 |
| Top 100 sencillo digital                                          | 5                 |
| Denmark (Tracklisten)                                             | 20                |
| Finlandia Finnishdownload                                         | 1                 |
| France (SNEP)                                                     | 3                 |
| Alemania (Media Control AG)                                       | 20                |
| Hungría (Hungary Singles)                                         | 5                 |
| Ireland (IRMA)                                                    | 6                 |
| Italia (FIMI)                                                     | 9                 |
| México (Billboard Ingles Airplay)                                 | 1                 |
| Países Bajos (Dutch Top 40)                                       | 16                |
| Países Bajos (Mega Single Top 100)                                | 28                |
| Nueva Zelanda (Recorded Music NZ)                                 | 9                 |
| Noruega (VG-lista)                                                | 20                |
| Polonia (Polish Airplay Top 100)                                  | 13                |
| Escocia (Scottish Singles Sales Chart)                            | 1                 |
| Eslovaquia (Federación Internacional de la Industria Fonográfica) | 2                 |
| España (Top 100 Canciones)                                        | 4                 |
| LOS40 España                                                      | 1                 |
| Suecia (Sverigetopplistan)                                        | 15                |
| Suiza (Schweizer Hitparade)                                       | 10                |
| Reino Unido (UK Singles Chart)                                    | 1                 |
| Estados Unidos (Billboard Hot 100)                                | 4                 |
| Estados Unidos (Adult Top 40)                                     | 18                |
| Estados Unidos (Mainstream Top 40)                                | 14                |

## Premios y nominaciones
| Año  | Premiación                                | Premio                                | Resultado |
| ---- | ----------------------------------------- | ------------------------------------- | --------- |
| 2017 | MTV Video Music Awards                    | Mejor video pop                       | Nominado  |
| 2017 | MTV Video Music Awards                    | Mejores Efectos Especiales            | Nominado  |
| 2017 | Kids' Choice Awards de Nickelodeon Brazil | Éxito Internacional Favorito          | Nominado  |
| 2017 | Kids' Choice Awards de Nickelodeon Brazil | Video Musical Internacional Favorito  | Nominado  |
| 2017 | Rockbjörnen                               | Canción Extranjera del Año            | Nominado  |
| 2017 | Teen Choice Awards                        | Mejor Canción de Artista Masculino    | Nominado  |
| 2018 | Premios BMI                               | Premio Pop                            | Ganador   |
| 2018 | Brit Awards                               | Video del Año de un Artista Británico | Ganador   |
| 2018 | iHeartRadio Music Awards                  | Mejor Video Musical                   | Ganador   |
| 2018 | Myx Music Awards                          | Video Internacional del Año           | Nominado  |

## Certificaciones
| País           | Organismo certificador | Certificación | Ventas certificadas | Ref.   |
| -------------- | ---------------------- | ------------- | ------------------- | ------ |
| Australia      | ARIA                   | 4x Platino    | 280 000             | [ 38 ] |
| Canadá         | Music Canada           | 3x Platino    | 240 000             | [ 39 ] |
| España         | PROMUSICAE             | Oro           | 20 000              | [ 40 ] |
| Estados Unidos | RIAA                   | 5x Platino    | 5 000 000           | [ 41 ] |
| México         | AMPROFON               | 1x Diamante   | 300 000             | [ 42 ] |
| Reino Unido    | BPI                    | Platino       | 600 000             | [ 43 ] |